# (2937) Gibbs
(2937) Gibbs (1980 LA) ist ein ungefähr fünf Kilometer großer Asteroid des inneren Hauptgürtels, der am 14. Juni 1980 vom US-amerikanischen Astronomen Edward L. G. Bowell am Lowell-Observatorium, Anderson Mesa Station (Anderson Mesa) in der Nähe von Flagstaff, Arizona (IAU-Code 688) entdeckt wurde.

## Benennung
(2937) Gibbs wurde nach dem US-amerikanischen Physiker Josiah Willard Gibbs (1839–1903) benannt. Er arbeitete an der Yale University und der Princeton University. Obwohl seine Hauptarbeit Thermodynamik, Theorien der Optik und Vektoranalysis befasste, leistete er durch seine Forschungen an Umlaufbahnen einen wichtigen Beitrag zur Erforschung von Kleinplaneten.